# Dione graphota
Dione graphota är en fjärilsart som beskrevs av Adalbert Seitz 1913. Dione graphota ingår i släktet Dione och familjen praktfjärilar. Inga underarter finns listade i Catalogue of Life.